# 邢杲
邢杲（？—529年），河间郡鄚县（今河北省任丘市）人，北魏时河北起事领袖。
本是当地望族，任幽州平北府主簿，杜洛周、鲜于修礼在河北起事。邢杲率流民屯守莫城（今河北任丘），之后南下青州北海（今山东昌乐）。建义元年（528年）六月，邢杲率众起事，称汉王，年号天统，攻克光州（今山东莱州）。次年四月，尔朱兆败邢杲于济南，俘至洛阳被杀。

## 家庭

### 母亲
- 钜鹿魏氏，北魏太山郡太守魏伯成之女，东魏车骑大将军、开府仪同三司、永兴文宣侯魏兰根的姐妹[1]